# Spongia nitens
Spongia nitens är en svampdjursart som först beskrevs av Schmidt 1862.  Spongia nitens ingår i släktet Spongia och familjen Spongiidae. Inga underarter finns listade i Catalogue of Life.